# Vlkolínec
Vlkolinec és una part pintoresca de la ciutat de Ružomberok,a la Regió de Žilina a Eslovàquia. Està inscrit a la llista del Patrimoni de la Humanitat de la UNESCO des del 1993.
És un poble creat al segle xiv, i que després de 1882 va passar a formar part de Ružomberok, es creu que el seu nom ve probablement derivat de l'Eslovac "VLK" llop.
Vlkolinec té la condició d'un dels deu pobles a preservar que té Eslovàquia. És per ser un complex verge i exemple d'arquitectura popular rural d'aquesta regió del nord dels Carpats. El poble es compon de dues o tres cases tipus cabina de troncs. També s'ha preservat un campanar de fusta del segle xviii.